# 餃子の雪松
餃子の雪松（ぎょうざのゆきまつ）は、東京都国分寺市に本社を置く株式会社YESがチェーン展開する餃子の無人販売店である。

## 概要
店名の由来は、1940年(昭和15年)に群馬県水上町(現・みなかみ町)で創業した中華食堂「お食事処 雪松」である。YESの現社長の長谷川保は、雪松の3代目店主の甥に当たる。
2016年、後継ぎのいない「お食事処 雪松」の味を残したいと、長谷川が餃子の試作を開始。2018年9月に1号店を埼玉県入間市に出店して以来、冷凍餃子の販売店を全国に展開。
客が冷凍庫から商品を取り出し、箱に代金を入れる無人販売の形で営業している。コロナ禍での巣ごもり需要や店員との接触がない安心感から売上が伸長、急速に店舗網を拡大させた。2020年7月末時点で42店だった店舗数は、2022年4月時点で372店まで増加した。2021年9月には、餃子の街・宇都宮市にも進出。同社の成功を受けて、同様に餃子の無人販売を行う他社店舗が乱立した。なおYESは日本ラーメン科学研究所も展開しています。

## 沿革
- 2014年5月、「株式会社YES」を設立。1000円カットや不動産業を営んだ[3]。
- 2016年、飲食業参入を計画し、商品開発を開始。
- 2018年9月、埼玉県入間市に出店(1号店)。
- 2019年7月、東京都練馬区に出店(12号店)。無人販売へ切り替えた。
- 2021年8月、200店舗に到達[8]。
- 2021年9月、栃木県宇都宮市に出店[4]。

## 店舗
2018年の創業当初は、店員を配してイートインで焼き餃子を提供していた。
翌2019年7月に開店した、12店舗目の大泉学園店(東京都練馬区)からは、行列対策として24時間営業の無人販売へと切り替えて効率化を図った。工場を併設する2店以外は無人店舗である。防犯のため店舗をガラス張りにし、防犯カメラを設置するほか、料金箱を賽銭箱に似たデザインとし心理面から盗難防止を図っている。取り扱う商品は1パック36個入りの餃子(税込1000円)の1種類のみ。キャベツの量が多く、皮のもちもち感が特徴。販売方法は、自動販売機や鍵付きの冷凍庫を用いる方法などを検討した結果、冷凍庫から商品を取り出し代金を料金箱に投入する現在の方法が採用されている。